# Agravamiento de la lucha de clases bajo el socialismo
El agravamiento de la lucha de clases bajo el socialismo es un componente de la teoría del estalinismo.
La teoría fue una de las piedras angulares del estalinismo en la política interna de la Unión Soviética. Aunque el término lucha de clases fue introducido por Karl Marx y Friedrich Engels y el agravamiento de la lucha de clases fue una expresión acuñada originalmente por Vladimir Lenin en 1919 para referirse a la dictadura del proletariado, la teoría misma fue propuesta por Iósif Stalin en 1929 y suministró una base teórica para la afirmación de que la represión continua de los elementos capitalistas es necesaria. Stalin creía que los elementos burgueses residuales persistirían dentro del país y que, con el apoyo de las potencias occidentales, intentarían infiltrarse en el partido.
Mao Zedong también adoptó una variación de la teoría en China.

## Exposición y origen
Vladimir Lenin creía que la Guerra Civil Rusa representó el punto culminante del agravamiento de la lucha de clases que encontró su representación en la dictadura soviética del proletariado y que al final de la guerra y el establecimiento victorioso de un estado obrero en Rusia, la clase burguesa fue efectivamente erradicada y, por lo tanto, la teoría ya no se aplicó en ese país. Iósif Stalin argumentó que cuanto más avanzara el país en la construcción del socialismo, más agudas serían las formas de lucha que utilizarían los remanentes condenados de las clases explotadoras en sus últimos esfuerzos desesperados. Por lo tanto, la represión política fue necesaria para evitar que tuvieran éxito en su supuesto objetivo de destruir la Unión Soviética.

Stalin expuso esta teoría en 1929 en la sección especial de su discurso "La desviación de derecha en el PCUS (B.)" en el pleno del Comité Central y la Comisión de Control Central, PCUS (B.) celebrada del 16 al 23 de abril de 1929. que concluyó: 
Las clases agonizantes están resistiendo, no porque se hayan vuelto más fuertes que nosotros, sino porque el socialismo está creciendo más rápido que ellos y se están volviendo más débiles que nosotros. Y precisamente porque se debilitan, sienten que se acercan sus últimos días y se ven obligados a resistir con todas las fuerzas y todos los medios a su alcance. Tal es la mecánica de la intensificación de la lucha de clases y de la resistencia de los capitalistas en el momento histórico actual
Stalin creía que el enemigo de clase podía incluso infiltrarse en el Partido Bolchevique afirmando liderar un estado socialista. Evaluó a sus asociados del día en función de si actuaban según esa creencia o la creencia de que un partido no podía tener enemigos dentro. Stalin tildó a la tolerancia dentro del partido hacia aquellos que no estaban de acuerdo con la línea oficial como "liberalismo podrido". Creía que tal tolerancia debilitaría al partido y en algún momento conduciría a su destrucción. Como resultado, argumentó que las purgas a veces eran necesarias.
La noción del agravamiento de la lucha de clases bajo el socialismo contrasta con las ideas de otros comunistas como Nikolái Bujarin (contra quien Stalin argumentó en el discurso de 1929) o León Trotski, quien argumentó que ya no había una burguesía en la Unión Soviética con la que luchar y que la definición misma de socialismo implica que ya no hay clases antagónicas en lucha. 

## Maoísmo
Esta teoría es similar al eslogan de Mao Zedong "¡Nunca olviden la lucha de clases!" una vez enyesado por todas las paredes en China. Mao desarrolló aún más la idea de Stalin, diciendo que existe la posibilidad de que toda una burguesía se desarrolle dentro del partido comunista dirigiendo un estado socialista antes del establecimiento del comunismo. Mao enfatizó las raíces supuestamente domésticas de esa burguesía mientras que Stalin se centró más en los supuestos espías occidentales. Según Mao, la burguesía dentro del partido apuntaba a la restauración del capitalismo. Mao también sostuvo que la evolución pacífica era el objetivo de los capitalistas extranjeros y que la restauración del capitalismo podría ocurrir desde adentro sin guerra, si hubiera un reflujo en la lucha de clases.
Al llegar al poder, Deng Xiaoping rechazó la teoría de la burguesía en el partido de Mao y como resultado introdujo la economía de mercado socialista, justificada por la teoría de una etapa primaria del socialismo. 

## Crítica
Martemyan Ryutin, un acérrimo opositor de Stalin, finalmente ejecutado en 1937, argumentó en su manuscrito "Stalin y la crisis de la dictadura del proletariado"; circulado en secreto y conocido como la Plataforma Ryutin; que esta teoría es meramente declarativa, sin ningún análisis. en su apoyo. En particular, la afirmación de Stalin, de hecho la única piedra angular de la teoría, de que ni una sola clase fue derrotada en una revolución conocida por cesar su lucha, es infundada. En particular, la afirmación de Stalin, de hecho la única piedra angular de la teoría, de que ni una sola clase fue derrotada en una revolución conocida por cesar su lucha, es infundada. Stalin no dio un solo ejemplo de esto y, de hecho, lo contrario fue cierto en las revoluciones burguesas. Ryutin concluye que esta teoría sirve para la "justificación de la guerra civil contra las principales masas del campo".
Nikita Jrushchov en su Discurso secreto en el 20.º Congreso del PCUS en 1956 argumentó que era "una justificación teórica de la política de terror de masas".
El historiador Timothy Snyder ha argumentado que la teoría sirvió al régimen estalinista como autojustificación de los fracasos de sus políticas de colectivización (de las que se culpaba a los saboteadores y no a la implementación del programa) y como herramienta ideológica para la continuación de la represión de masas:

Stalin había desarrollado una nueva teoría interesante: que la resistencia al socialismo aumenta a medida que aumentan sus éxitos, porque sus enemigos resisten con mayor desesperación mientras contemplan su derrota final. Así, cualquier problema en la Unión Soviética podría definirse como un ejemplo de acción enemiga, y la acción enemiga podría definirse como evidencia de progreso.

De manera similar, George Lukács criticó la teoría en 1968 como no marxista y como un vehículo al servicio de las maniobras tácticas de Stalin:

La idea de que la lucha de clases se intensificó durante el período de la dictadura del proletariado fue otro caso de falsificación histórica. [...] Priorizar la idea del agravamiento de la lucha de clases sirvió para excluir toda discusión teórica fáctica sobre la verdadera naturaleza de la situación política bajo Stalin. Se consideraba que Rusia se encontraba en un estado de guerra civil permanente, las decisiones del gobierno se tomaban por motivos puramente tácticos y quienes no daban su consentimiento eran tildados de enemigos abiertos u ocultos del estado. No era suficiente refutar lógicamente a tales enemigos, sino que había que difamarlos moralmente y estigmatizarlos socialmente como "perjudiciales". El mantenimiento del sistema estalinista puede conducir fácilmente a una renovación de la tesis del agravamiento de la lucha de clases y su consiguiente estado policial secreto. Si la burocracia poderosa permanece en su lugar, y si esta burocracia se siente amenazada, independientemente de la falsedad de la tesis de la agravación, puede renovarse como una forma de mantener el poder de la burocracia. El XX Congreso del Partido rechazó la tesis de la agravación, pero si la estructura de gobierno estalinista permanece intacta, es posible que pueda volver a utilizarse.